# Liste der Monuments historiques in Balignicourt
Die Liste der Monuments historiques in Balignicourt führt die Monuments historiques in der französischen Gemeinde Balignicourt auf.

## Liste der Immobilien
| Bezeichnung                 | Beschreibung                                    | Standort                          | Kennzeichnung | Schutzstatus | Datum | Bild           |
| --------------------------- | ----------------------------------------------- | --------------------------------- | ------------- | ------------ | ----- | -------------- |
| Kirche St-Pierre-et-St-Paul | ab dem 12. Jahrhundert                          | 21 rue du Colonel de Bange (Lage) | PA00078027    | Classé       | 1984  | weitere Bilder |
| Wohnhaus                    | ehemaliges Pfarrhaus, Ende des 18. Jahrhunderts | 5 rue du Colonel de Bange (Lage)  | PA00078028    | Inscrit      | 1984  |                |

## Liste der Objekte
| Bezeichnung                                            | Beschreibung                                                                  | Standort                                        | Kennzeichnung | Schutzstatus | Datum | Bild |
| ------------------------------------------------------ | ----------------------------------------------------------------------------- | ----------------------------------------------- | ------------- | ------------ | ----- | ---- |
| Zwei Gemälde: Maria Immaculata und Johannes der Täufer | Ölfarbe auf Leinwand, 17. Jahrhundert                                         | in der Kirche St-Pierre-et-St-Paul (Lage)       | PM10003619    | Inscrit      | 1984  |      |
| Skulptur Ecce homo                                     | getragen von einem Engel; Kalkstein, bezeichnet 1549; Skulptur 2006 gestohlen | außen an der Kirche St-Pierre-et-St-Paul (Lage) | PM10000121    | Classé       | 1972  |      |
| Taufbecken                                             | Kalkstein, 16. Jahrhundert                                                    | in der Kirche St-Pierre-et-St-Paul (Lage)       | PM10005203    | Classé       | 2015  |      |
| Kirchenfenster                                         | Fragmente des 16. Jahrhunderts, modern gefasst                                | in der Kirche St-Pierre-et-St-Paul (Lage)       | PM10000120    | Classé       | 1984  |      |